# غيودختر (مقاطعة فارياب)
غيودختر (بالفارسية: گیودختر) هي قرية تقع في البلدة المركزية في إيران. يقدر عدد سكانها بـ 69 نسمة بحسب إحصاء 2016.